# Belga Egészségügyi Komponens
A Belga Egészségügyi Alakulatok, illetve jelenlegi elnevezésük szerint a Belga Fegyveres Erők Egészségügyi Komponense (hollandul: Medische Component, franciául: Composante Médicale) Belgium haderejének támogató alakulatai. Az Egészségügyi Komponens támogatja a belga hadsereg másik három (szárazföldi, légi és tengeri) komponensét és azok műveleteit, részt vesz humanitárius segélyakciókban, valamint egészségügyi szolgáltatásokat biztosít a belga polgári lakosságnak. Az Egészségügyi Komponens jelenlegi parancsnoka Danielle Levillez dandártábornok.

## Szervezete
Az Egészségügyi Komponens részei
- Egészségügyi hadműveleti parancsnokság (COMOPSMED) (Evere)
- 4 hadműveleti egészségügyi központ (Commandement des Opérations du Service Médical, CMO)
  - Centre Médical Opérationnel Nr. 1 (CMO 1): a szárazföldi komponens 1. dandárját támogatja, Leopoldsburg-ba települt. Alegységei 3 Előretolt Eü. Csoport (Élements Médicaux Avancés, EMA Bgd Mec) és 6 Előretolt Eü. Megerősítő Csoport (Élements Médicaux Avancés Renfort, EMA Rft Mec). Ezenfelül 10 kihelyezett eü. egységgel rendelkezik Antwerpen és Limburg tartományok területén.[1]
  - Centre Médical Opérationnel No. 7 (CMO 7): a szárazföldi komponens 7. dandárját támogatja Marche-en-Famenne térségében. Alegységei 3 Előretolt Eü. Csoport és 6 Előretolt Eü. Megerősítő Csoport. Ezenfelül 17 kihelyezett eü. egységgel rendelkezik Liège, Namur és Luxembourg tartományok területén.[2]
  - Centre Médical Opérationnel Nr. 16 (CMO 16): feladata a légi komponens és az ejtőernyős csapatok támogatása Brüsszel térségében. Ennek megfelelően 5 Légimozgékony Előretolt Eü. Csoport (EMA AMob) és 6 Légimozgékokny Előretolt Eü. Megerősítő Csoport (EMA Rft AMob) tartozik ide. A CMO 16. alá tartoznak a légierő egészségügyi csapatai is (EMA Force Aérienne, EMA Faé), illetve 10 kihelyezett eü. egység Flamand-Brabant, Vallon-Brabant és Hainaut tartományok és a Brüsszel Fővárosi Régió területén.[3]
  - Centre Médical Opérationnel Nr. 17 (CMO 17) (Zeebrugge): a CMO 17 látja el a tengerészeti komponens támogatását. Ennek megfelelően vannak EMA BSL (kísérőhajókon), EMA FFG (fregattokon), EMA MCMV (aknaszedő hajón), EMA RORO (szállítóhajókon) és EMA Rft Marine (egyéb hajókon) jelzésű Előretolt Eü. Csoportok. Ezen felül Kelet-Flandria és Nyugat-Flandria tartományok területén 12 kihelyezett eü. egység található.
- 3 egészségügyi beavatkozó csoport (Élement Médical d'Intervention, EMI), amelyek a sebesültek szállításáért, illetve a tábori kórházban speciális egészségügyi ellátásért felelősek:
  - Élement Médical d'Intervention Nr. 1 (EMI 1) (Destelbergen): az 1. dandárt támogatja.
  - Élement Médical d'Intervention Nr. 2 (EMI 2) (Ghlin): a 7. dandárt támogatja.
  - Élement Médical d'Intervention Nr. 22 (EMI 22) (Landen): az ejtőernyős csapatokat és a légierőt támogatja.
  - Élements Médicaux d'Interventions Techniques (EMI Tech) (Nivelles): ez az alakulat felelős Belgiumban és külföldön az egészségügyi csapatok utánpótlásáért (a vér kivételével): egészségügyi anyagok, felszerelések, gyógyszerek, rágcsálóirtás és fertőtlenítés, valamint a hulladékok megsemmisítése.
- A sebesültek harmadfokú ellátását elsősorban a Neder-Over-Heembeek-ben települt Asztrid Királyné Kórházi Központ (Hôpital Central de la base Reine Astrid), illetve szükség esetén bármelyik belga polgári kórház végzi.

## Működése
A belga haderőben a sebesültek ellátásának három fokozata van:
- Az első lépésben kerül sor a "frontvonalbeli" ellátásra, amikor az egészségügyisek megvizsgálják a sebesülést és eldöntik, hogy melyik eü. létesítménybe kell evakuálni a sebesültet. A sebesült szállítása érdekében elsősegélyben részesítik, illetve stabilizálják állapotát.
- A második lépésben a sebesült az előretolt egészségügyi állomásra kerül, ahol sürgősségi műtétet hajtanak végre, amely megakadályozza a főbb szervek károsodását, illetve felkészíti a sebesültet a nagyobb távolságra végrehajtandó evakuáláshoz.
- A harmadik lépésben a sebesültet a tábori kórházba szállítják, ahol már fejlett sebészeti eszközök és létesítmények állnak rendelkezésre bonyolultabb műtét elvégzéséhez. Amennyiben a 2. lépésben biztosított ellátás megfelelő, akkor innen egyenesen a katonai kórházba szállítják a sebesültet. Ha szükséges (mert az első két lépésben nem állt rendelkezésre megfelelő anyag, vagy eszköz) akkor folytatják a sebesült ellátását, amíg állapota stabilizálódik, majd felkészítik a sebesültet a Belgiumba való szállításra.
- Az utolsó lépésben a sebesült a katonai kórházba (vagy szükség esetén polgári kórházba) kerül, ahol rehabilitálják.

## Az egészségügyi komponens felszerelése

### Fegyverzet
Az egészségügyi komponens tagjai csak kézifegyverekkel vannak felszerelve.
- FN GP
- FN FNC

### Járművek
- Agusta A109 sebesültszállító helikopter
- John Deere M-Gator
- M113 Páncélozott mentőjármű
- MAN teherautó
- Pandur osztrák gyártmányú, 6x6 kerékképletű mentőjármű
- Renault teherautó
- Toyota Land Cruiser terepjáró
- Unimog 4X4 mentőjármű
- Volvo 10 tonnás teherautó
- Volvo mentő
- Volkswagen LT35 mentőautó
- Volvo (Thermoking) hűtőjármű (a vér szállítására)
- Jeep 4X4 teherautó
- Volvo 10T Cargo (6X4 kerékképletű)
- Ford Transit mentőautó